# Philodromus generalii
Philodromus generalii este o specie de păianjeni din genul Philodromus, familia Philodromidae, descrisă de Canestrini, 1868.
Este endemică în Italia. Conform Catalogue of Life specia Philodromus generalii nu are subspecii cunoscute.